# (10121) Arzamas
(10121) Arzamas est un astéroïde de la ceinture principale.

## Description
(10121) Arzamas est un astéroïde de la ceinture principale. Il fut découvert le 27 janvier 1993 à Caussols par Eric Walter Elst. Il présente une orbite caractérisée par un demi-grand axe de 3,20 UA, une excentricité de 0,16 et une inclinaison de 0,9° par rapport à l'écliptique.

## Compléments